# XXI Górski Korpus Armijny (III Rzesza)
XXI Korpus Górski (niem. XXI. Gebirgs-Armeekorps) – jeden z niemieckich górskich korpusów armijnych, uczestniczył w walkach przeciw partyzantom w Jugosławii i oddziałom Armii Czerwonej. 
Utworzony w sierpniu 1943 roku na Bałkanach z niemieckiego dowództwa w Serbii. W latach 1943–1944 toczył walki z partyzantką dowodzoną przez Josipa Broz Tito na terenie Serbii i Chorwacji w składzie Grupy Armii F. W 1945 roku został przerzucony na front wschodni do walki przeciw Armii Czerwonej.

## Dowódcy korpusu
- gen. artylerii Paul Bader (sierpień–październik 1943)
- gen. wojsk pancernych Gustav Fehn (październik 1943 - lipiec 1944)
- gen. piechoty Ernst von Leyser (lipiec–październik 1944)
- gen. por. Albrecht Baier (październik 1944)
- gen. por. Hartwig von Ludwiger (kwiecień 1945)

## Struktura organizacyjna
Oddziały korpuśne: 421 Dowództwo Artylerii, 421 Korpuśny Batalion Łączności i 421 Korpuśny Oddział Zaopatrzeniowy
Skład we wrześniu 1943:
- 297 Dywizja Piechoty
- 100 Dywizja Strzelców

Skład w grudniu 1943:
- 297 Dywizja Piechoty
- 100 Dywizja Strzelców

Skład we wrześniu 1944:
- 21 Dywizja Górska SS
- 181 Dywizja Piechoty
- 297 Dywizja Piechoty

Skład w marcu 1945:
- 7 Dywizja Górska SS
- 369 Dywizja Piechoty
- 181 Dywizja Piechoty oraz 969 Brygada Forteczna, 964 Brygada Forteczna, 966 Brygada Forteczna i 1017 Brygada Forteczna